# Fargesia murielae
Espèce
Fargesia murielae, le bambou parapluie, est une espèce de plantes à fleurs monocotylédones de la famille des Poaceae (graminées), sous-famille des Bambusoideae, originaire de Chine. C'est un bambou à feuilles persistantes et à rhizomes non traçants, très proche de Fargesia nitida qui, lui, a les cannes rougeâtres alors que murielae a des cannes jaunes,.
Noms vernaculairesbambou parapluie, bambou de Muriel, bambou à bois doré.

## Description
Considéré comme un des plus beaux bambous cultivés, Fargesia murielae est originaire des montagnes du Sichuan dans la Chine centrale et fut découvert par Ernest Henry Wilson en 1913 et nommé en l’honneur de sa fille Muriel. Son nom vernaculaire, « bambou parapluie », décrit tout à fait la grâce de son port étalé. Il vit à l'état naturel à une altitude comprise entre 2000 et 3 000 m (6,500–10,000 pieds). Il pousse généralement à une hauteur de 3  à   4 m, avec un diamètre des cannes d'environ 1 cm (0,5 pouce) et il est rustique jusqu'à −29 °C. Sa zone de rusticité (USDA) est de 5 à 9 ce qui fait qu'il n'est pas adapté à des climats trop chauds. Les feuilles allongées, pointues sont alternes sur la tige. Il forme rapidement une touffe dense avec des cannes très serrées mais peu visibles sous la masse du feuillage. Les jeunes pousses sont bleutées avec des gaines brunâtres. Les cannes passent au jaune en vieillissant. La croissance et l’apparence sont améliorées dans un environnement abrité du soleil de l'après-midi tout en bénéficiant de sa lumière le matin et le soir.
Comme tous les autres Fargesias, c'est un bambou non traçant et qui donc ne nécessite pas de barrière anti-rhizome à la plantation. Il garde son feuillage vert tout l'hiver et ne perd que quelques feuilles de temps en temps, plus particulièrement en fin d'automne,.

## Floraison
La caractéristique la plus intéressante chez fargesia murielae, comme chez les autres bambous ligneux est son cycle de croissance monocarpique. Le cycle de croissance monocarpique correspond à un cycle où une plante fleurit à la fin de sa croissance, monte à graine et puis meurt. On a l'habitude de voir les plantes germer, croitre, fleurir et ensuite mourir dans la même saison, mais chez Fargesia murielae, le cycle est de 80 à 100 ans, ce qui est assez surprenant. Le cycle de vie de Fargesia murielae, bien que n'étant pas le plus long constaté, est parmi les plus connus et les mieux documentés. Encore plus étonnant est le fait que la floraison est synchronisée. Partout dans le monde, les Fargesia murielae se sont mis à fleurir en 1998, ont, éventuellement, porté des graines et sont, pour la plupart, morts. Ce comportement a mené certains auteurs à supposer que la floraison était contrôlée, non pas par des facteurs climatiques mais par une sorte d'horloge interne. Une autre théorie est que tous les Fargesia murielae cultivés dans le monde,ou la plupart d'entre eux, étaient issus par multiplication végétative du clone #1462 introduit initialement par Ernest Henry Wilson.

## Distribution et habitat
L'aire de répartition originelle de Fargesia murielae se situe dans les montagnes du centre de la Chine, dans les provinces de Hubei (monts Shennongjia) et du Sichuan, où cette espèce se rencontre à des altitudes de 2 800 à 3 000 mètres.
L'espèce largement cultivée dans les pays occidentaux comme plante ornementale.

## Synonymes
Selon Catalogue of Life (17 juin 2018) :
- Arundinaria murielae Gamble, nom. cons. (basionyme)
- Arundinaria sparsiflora Rendle, nom. rej.
- Bambusa murielae (Gamble) E.H.Wilson
- Fargesia maluo T.P.Yi
- Fargesia ostrina T.P.Yi
- Fargesia parvifolia T.P.Yi
- Fargesia sparsiflora (Rendle) Ohrnb.
- Sinarundinaria murielae (Gamble) Nakai
- Sinarundinaria sparsiflora (Rendle) Keng f.
- Thamnocalamus murielae (Gamble) Demoly
- Thamnocalamus sparsiflorus (Rendle) Keng f.

- Thamnocalamus spathaceus auct[10].

## Utilisation
Ce bambou est récolté en Extrême-Orient pour servir de nourriture (les pousses de bambous, entre autres) pour faire du papier et comme matériau de construction,.

## Culture
Fargesia murielae s'adapte à de nombreuses conditions mais, en général, il préfère être planté dans un sol assez fertile qui reste frais, bien drainé et aéré. Il préfère un sol légèrement acide. Cette espèce est très commune en Asie du Sud-Est, en Chine et au Japon.
| Hauteur à maturité         | 1 - 3 m (suivant plantation)  |
| Rusticité                  | rustique                      |
| Composition du sol         | normal                        |
| pH du sol                  | neutre                        |
| Humidité du sol            | normal                        |
| Exposition                 | soleil - mi-ombre             |
| Utilisation en jardin      | massif, haie, alignement, bac |
| Utilisation pour la maison | terrasse, balcon              |
| Couleur des feuilles       | verte                         |
| Feuillage                  | persistant                    |

## Types de bambous
Il y a deux sortes de bambous : les bambous traçants comme les Phyllostachys et les non traçants comme les Fargesia ,.

## Histoire de la culture deFargesia murielaeen Occident

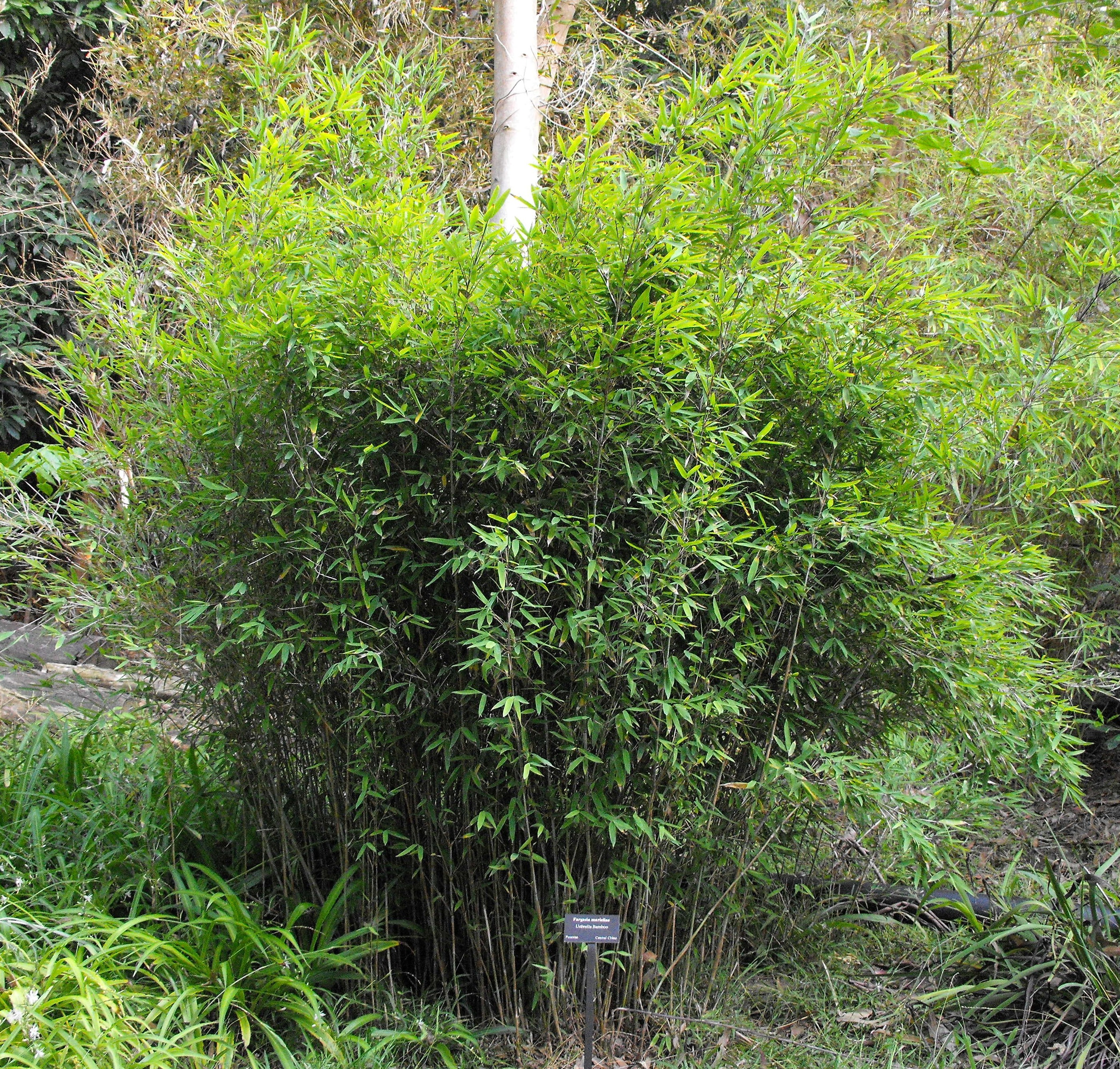
Touffe de F. murielae au Zoo de San Diego.

1892 : Le missionnaire français Paul Guillaume Farges collecte un spécimen d'herbier d'un bambou fleuri inconnu dans la province du Sichuan, dans le sud-ouest de la Chine. En 1893, le taxonomiste français Adrien René Franchet crée pour lui un nouveau genre, Fargesia, avec comme épithète spécifique spathacea.
- 17 mai 1907 : durant sa première expédition en Chine pour l'Arboretum Arnold de Boston, Ernest Henry Wilson collecte des plantes et trois spécimens stériles d'un bambou inconnu dans le Xian de Fang dans la province de Hubei.
- 1910 : Wilson repère une plante provenant de sa collection et qui pousse dans la zone des « serres et châssis » de l’Arboretum Arnold.
- 10 juin 1910: lors de sa seconde expédition en Chine pour l'Arborétum, Wilson retourne explorer le Comté de Fang (Fang Xian)
- 12 décembre 1913 : une des plantes de Wilson arrive à Kew Gardens envoyé de l'Arboretum Arnold. La plante est divisée en six morceaux qui sont plantés dans le jardin de bambous.
- 1916 : Wilson nomme ce bambou "Arundinaria sp. dans le volume 2 des Plantae Wilsonianae, mais il indique une date de collecte erronée dans la liste.
- 1920 : cette plante est nommée Arundinaria murielae par J. S. Gamble.
- 1935 : T. Nakai, botaniste japonais, reclasse Arundinaria murielae en Sinarundinaria murielae.
- 23 décembre 1959 : F. Meyer, botaniste de l'Arboretum national américain (U.S. National Arboretum), s'arrange pour faire importer des plants de Sinarundinaria murielae depuis la pépinière royale Moerheim, à Dedemsvaart, aux Pays-Bas. Les plantes sont probablement des divisions de celle collectée par Wilson. Un des pieds arrive à l'arboretum Arnold le 8 novembre 1960.
- 1975 : au Danemark, des pieds de Sinarundinaria murielae, peut-être des divisions de celui de Wilson, se mettent à fleurir.
- 1979 : en se basant sur les spécimens fleuris des plantes danoises, T. Soderstrom propose le nom de Thamnocalamus spathaceus, pour le bambou parapluie. à partir des mêmes spécimens, d'autres botanistes affirment que l'espèce devrait être renommée soit Fargesia murielae (Gamble) soit F. spathacea (Franchet).
- 1988 : à Kew Gardens, les plantes collectées par Wilson fleurissent pour la première fois.
- 1995 : C. Stapleton se fait un devoir de préserver le nom de Fargesia murielae, mais propose de corriger l'orthographe de l'épithète spécifique en murielae[15].
- Mai 1998 : les plants de Fargesia murielae de l'Arboretum Arnold, reçus de l'Arboretum national américain, fleurissent pour la première fois.